# Pueblo otomí
El pueblo otomí es un pueblo de México que habita un territorio discontinuo en el centro de México. Está emparentado lingüísticamente con el resto de los pueblos de habla otomangueana, cuyos antepasados se asentaron en el Eje Neovolcánico.[cita requerida]
Actualmente, los otomíes habitan un territorio fragmentado que va del norte de Guanajuato, al oriente de Michoacán y al sureste de Tlaxcala. Sin embargo, la mayor parte de ellos se concentra en los estados de Hidalgo, México y Querétaro. De acuerdo con el Instituto Nacional de los Pueblos Indígenas de México, la etnia otomí sumaba 667 038 personas en la República Mexicana en el año 2015, lo que los convierte en el quinto pueblo indígena más numeroso del país.[cita requerida]
De ellos, sólo un poco más de la mitad hablaba el otomí. Al respecto, cabe decir que la lengua otomí presenta un alto grado de diversificación interna, de modo que los hablantes de una variedad suelen tener dificultades para comprender a quienes hablan otra variante.
De ahí que los nombres con los que los otomíes se llaman a sí mismos son numerosos: ñätho (valle de Toluca), hñähñu (Valle del Mezquital), ñäñho (Santiago Mezquititlán en el Sur de Querétaro) y ñꞌyühü (Sierra Norte de Puebla, Pahuatlán) son algunos de los gentilicios que los otomíes emplean para llamarse a sí mismos en sus propias lenguas, aunque es frecuente que, cuando hablan en español, empleen el etnónimo otomí, de origen náhuatl.

## Origen del gentiliciootomí

Glifo o ideograma náhuatl que representa a un otomí, aparece en el Códice Mendoza

La mayor parte de los etnónimos empleados para referirse a los pueblos indígenas de México, el término otomí no es nativo del pueblo al que hace referencia. Otomí es un término de origen náhuatl que deriva de otomitl, palabra que en la lengua de los antiguos mexicas quiere decir quien camina con flechas, aunque autores como Wigberto Jiménez Moreno lo hayan traducido como flechador de pájaros.

## Territorio étnico
El territorio étnico de los otomíes ha sido históricamente el centro de México. Desde la época prehispánica, los pueblos de habla otomangueana han habitado esa región y se les considera como pueblos nativos de las tierras altas mexicanas. De acuerdo con el cálculo de Duverger, es posible que los pueblos otomangueanos se hayan encontrado en Mesoamérica por lo menos desde el inicio del proceso de sedentarización, el cual tuvo lugar en el octavo milenio antes de la era cristiana.
La ocupación otomangue del centro de México remite entonces al hecho de que las cadenas lingüísticas entre las lenguas otomangueanas se hallen más o menos intactas, de modo que los miembros lingüísticamente más cercanos de la familia se encuentre también próximos en el sentido espacial. La primera fractura del grupo otomangueano ocurrió al separarse las lenguas orientales de las lenguas occidentales. El brazo occidental está compuesto por dos grandes ramas: los pueblos de habla tlapaneco-mangueana y los de habla oto-pame. Entre estos últimos se encuentran los otomíes, asentados en el Eje Neovolcánico mexicano junto con el resto de los pueblos que forman parte de la misma rama otomangueana (mazahuas, matlatzincas, tlahuicas, chichimecas jonaces y pames).

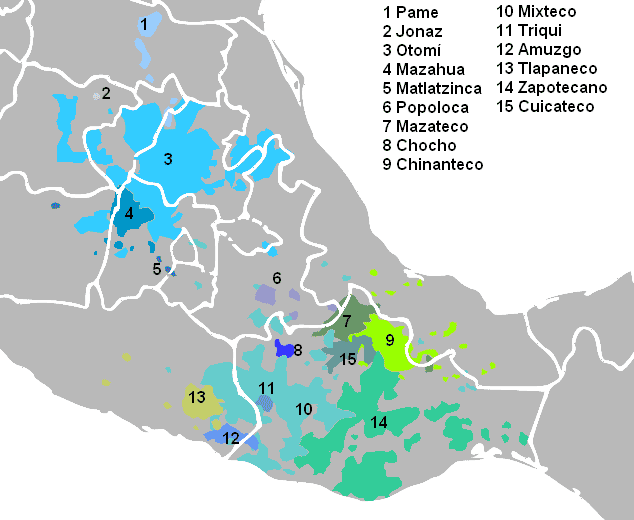
Localización de las lenguas otomangues que se hablan en la actualidad

Los otomíes en la actualidad ocupan un territorio fragmentado que se extiende por los estados de México, Hidalgo, Querétaro, Guanajuato, Michoacán, Tlaxcala, Puebla y Veracruz. Todos estos estados se encuentran en el corazón de la República Mexicana y concentran la mayor parte de la población del país. De acuerdo con los espacios con mayores concentraciones de población otomí, este pueblo puede agruparse en cuatro vertientes: el Valle del Mezquital, la Sierra Madre Oriental, el Semidesierto queretano y el norte del estado de México.
Aislados de estos grandes grupos que concentran alrededor del 80% del total de miembros de este pueblo indígena se encuentran los otomíes de Zitácuaro (Michoacán), los de Tierra Blanca (Guanajuato) y los que aún quedan en Ixtenco (Tlaxcala). Por el territorio en el que se encuentran, los otomíes viven en una intensa relación con las grandes metrópolis como la Zona Metropolitana de la Ciudad de México, la ciudad de Puebla, Toluca, el occidente de la ciudad de Pachuca, Santiago de Querétaro y la capital de San Luis Potosí, sitios a donde muchos de ellos han tenido que emigrar en busca de mejores oportunidades de trabajo.
En cada estado la vestimenta femenina y masculina varía según las condiciones climáticas:
La vestimenta tradicional, de las mujeres del grupo otomí en el Estado de México, consiste en un chincuete o enredo de lana o de manta muy amplio y largo, a manera de falda, de color blanco, azul, amarillo, negro, con líneas verdes, anaranjadas y amarillas; y una blusa de manta o de popelina de color blanco, de manga corta, con bordados de flores. Es característico de la indumentaria otomí el uso del quexquémetl, de algodón o lana en varios colores y toda la ropa es adornada con bordados de adornos florales.
La vestimenta femenina en el estado de Tlaxcala, consiste en un chincuete de lana que suele ser de color negro, una blusa bordada con motivos florales y animales sobre el cuello y en los brazos de la blusa. Se usa el ceñidor bordado para sujetar el chincuete, el rebozo y los huaraches.

## Historia
Los textos historiográficos sobre los pueblos mesoamericanos de la época prehispánica han prestado muy poca atención a la historia de los otomíes. Muchos siglos atrás, en el territorio que ocupaban los otomíes a la llegada de los españoles florecieron grandes ciudades como Cuicuilco, Teotihuacán y Tula. Incluso, en la Triple Alianza que dominaba el llamado Imperio Mexica, Tlacopan heredó los dominios de Azcapotzalco, con mayoría de población ococa
Sin embargo, casi nunca se mencionan los otomíes como protagonistas de la historia mesoamericana prehispánica, quizá porque la complejidad étnica del centro de México en esa época no permite distinguir las contribuciones de los antiguos otomíes de aquellas producidas por sus vecinos. Solo hasta años recientes empieza a aparecer algún interés sobre el papel que jugó este pueblo en el desarrollo de las altas culturas del Eje Neovolcánico, desde el Período Preclásico hasta la Conquista.

### Los pueblos otomíes en la época prehispánica

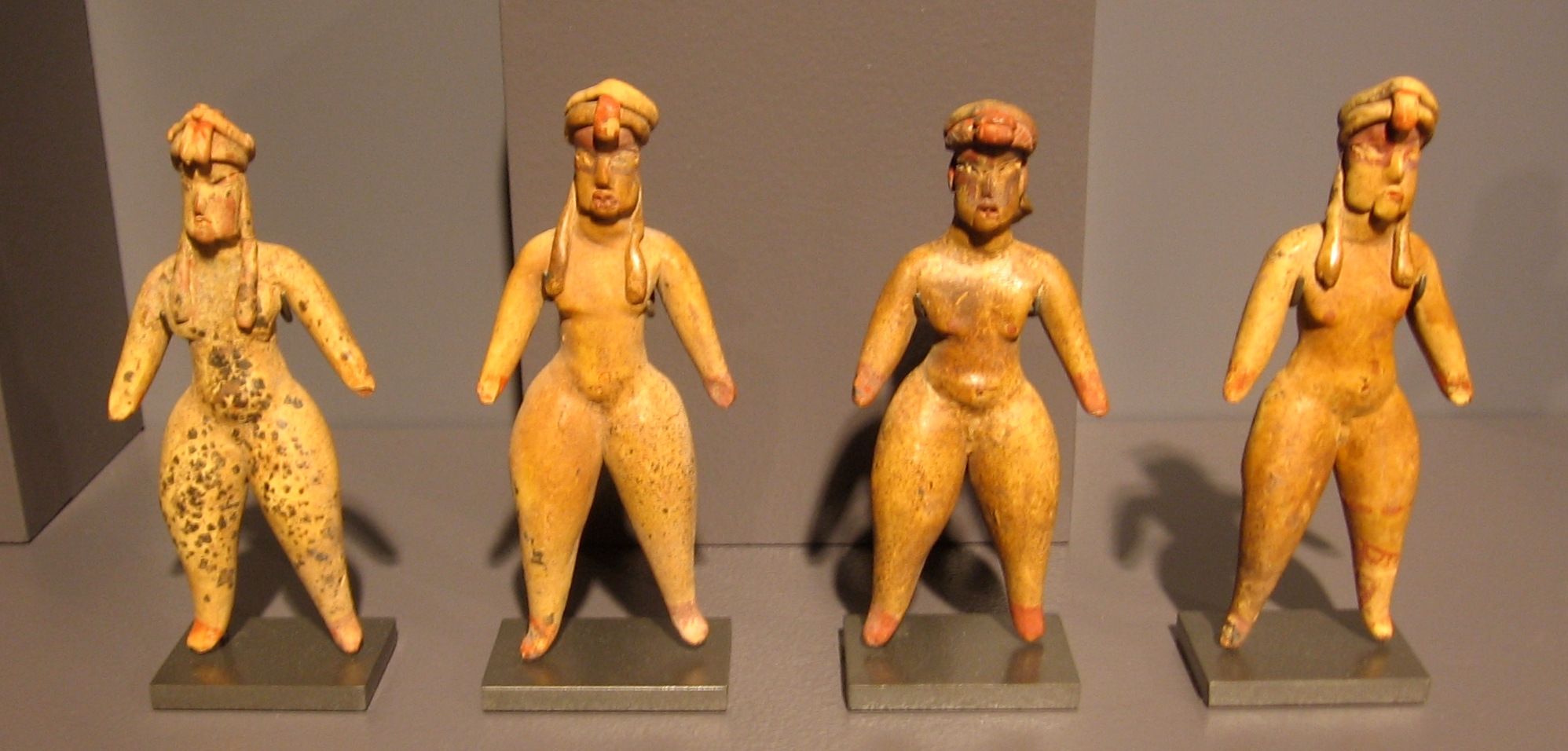
Es muy posible que los ancestros de los otomíes hayan ocupado el centro de México desde hace por lo menos 5 milenios, por lo que habrían participado en el florecimiento de las primeras urbes mesoamericanas. En la imagen, figurillas de cerámica relacionadas con el culto a la fertilidad. Procedentes de Tlapacoya (Estado de México). Cultura preclásica del Centro de México.

Hacia el quinto milenio a. C., los pueblos de habla otomangueana formaban una gran unidad. La diversificación de las lenguas y su expansión geográfica a partir del que se ha propuesto como su urheimat, es decir, el Valle de Tehuacán (actualmente en Puebla debió ocurrir después de la domesticación de la trinidad agrícola mesoamericana, compuesta por maíz, frijol y chile.
Esto se establece con base en la gran cantidad de cognados que existen en las lenguas otomangueanas en el repertorio de palabras alusivas a la agricultura. Después del desarrollo de una incipiente agricultura, la legion proto-otomangue dio origen a dos lenguas diferenciadas que constituyen los antecedentes de los actuales grupos oriental y occidental de la familia otomangueana.
Siguiendo con la evidencia lingüística, parece probable que los oto-pames (miembros de la rama occidental) hayan llegado a la Cuenca de México alrededor del cuarto milenio antes de la era cristiana y que, en contra de lo que sostienen algunos autores, no hayan migrado del norte sino del sur.
En ese sentido, es plausible que durante mucho tiempo la población del centro de México haya formado parte de la familia de pueblos hablantes de lenguas otomangueanas. A partir del Preclásico (siglo XXV a. C.- siglo I d. C.), el grupo lingüístico otopameano se comenzó a fragmentar cada vez más, de tal manera que hacia el Período Clásico el otomí y el mazahua ya eran lenguas distintas.
Si las cadenas lingüísticas del grupo otopame se encuentran concentradas y más o menos intactas en el centro de México, es posible que los grupos otomangueanos hayan ocupado sus actuales territorios étnicos desde hace mucho tiempo, lo que llevaría a revaluar su participación en el florecimiento de poblaciones como Cuicuilco, Ticomán, Tlatilco, Tlapacoya y otras durante el Período Preclásico; pero especialmente en el desarrollo de la gran ciudad de Teotihuacán. Aunque son varios los autores que coinciden en que la población del Valle de México durante el florecimiento de Teotihuacán era principalmente otomiana, se resisten a aceptar que también los gobernantes de la metrópoli pudieron formar parte del mismo grupo lingüístico.
La caída de Teotihuacán es un hito que señala el fin del Clásico en Mesoamérica. Los cambios en las redes políticas a nivel mesoamericano, las disputas entre los pequeños estados rivales y los movimientos de población derivados por las prolongadas sequías en el norte de Mesoamérica facilitaron la llegada de nuevos pobladores al centro de México. Por esta época tiene lugar la llegada de grandes grupos de habla náhuatl que comenzaron a desplazar a los otomíes hacia el oriente. Estos llegaron entonces a la Sierra Madre Oriental y a algunas zonas del valle de Puebla-Tlaxcala. En los siglos siguientes, en el territorio otomí se desarrollaron grandes estados encabezados por los pueblos nahuas. Alrededor del siglo IX, los toltecas convirtieron a Tula (Mähñem'ì en otomí) en una de las principales ciudades de Mesoamérica. Esta ciudad concentró una buena parte de la población del Valle del Mezquital, de filiación otomí; aunque muchos de ellos siguieron habitando al sur y al oriente, en el estado de México y la Sierra Madre Oriental.
El florecimiento del estado tepaneca de Azcapotzalco en la cuenca lacustre del Valle de México llevó a este pueblo a expandirse hacia el occidente, ocupando el territorio que tradicionalmente había sido ocupado por los pueblos otomí, mazahua, matlatzinca y atzinca. De este modo, los pueblos otomianos cayeron en la órbita de poder de los nahuas que habían ocupado la cuenca de México. Tras la derrota de Azcapotzalco ante la alianza de México-Tenochtitlan y Texcoco, los dominios de los tepanecas en el poniente del actual estado de México fueron asignados a Tlacopan. El territorio de los otomíes se encontraba precisamente en la zona donde confluían los dominios de los mexicas y sus aliados al oriente y de los tarascos de Michoacán al poniente. Cuando los españoles llegaron al centro de México, esta zona era habitada por diversos grupos étnicos que con frecuencia se mezclaban para formar una localidad. Es por ello que los cronistas de Indias reportaron que en Tlacopan se hablaba otomí, náhuatl, chocho, matlatzinca y mazahua. Wright Carr señala que:

Lejos de ser un pueblo dominado, los otomíes formaban parte esencial del panorama político, cultural, militar, económico y social del Centro de México.

### Conquista
Los otomíes entraron en la historia de la Conquista de México cuando los españoles llegaron a la región dominada por los tlaxcaltecas. Como se ha dicho anteriormente, los otomíes llegaron a la región de Puebla-Tlaxcala durante el período Posclásico Temprano, cuando su territorio original fue invadido por los nahuas procedentes del occidente y el norte de Mesoamérica.  En la región del valle de Tlaxcala convivieron con los señoríos de la llamada "Señorío de Tlaxcala", una confederación dominada por tribus nahuas y opuesta a los mexicas y sus aliados. Los tlaxcaltecas eran aliados militares de los otomíes de Tecóac, a quienes se reconocía como un pueblo con grandes habilidades para la guerra. De acuerdo con el Códice Florentino los otomíes fueron atacados por los españoles: 

Y cuando a Tecoac llegaron, fue en tierra de tlaxcaltecas, en donde estaban poblando sus otomíes. Pues esos otomíes les salieron al encuentro en son de guerra; con escudos les dieron la bienvenida.
Pero a los otomíes de Tecoac muy bien los arruinaron, totalmente los vencieron. Los dividieron en bandas, hubo división de grupos. Los cañonearon, los asediaron con la espada, los flecharon con sus arcos. Y no unos pocos sólo, sino todos perecieron.
Y cuando Tecoac fue derrotado, los tlaxcaltecas lo oyeron, lo supieron: se les dijo. Mucho se amedrentaron, sintieron ansias de muerte. Les sobre vino gran miedo, y de temor se llenaron.

De acuerdo con la versión de los informantes de Bernardino de Sahagún, al ver la ruina de los otomíes de Tecóac los tlaxcaltecas decidieron aliarse con los españoles.
De hecho los otomies jugaron un papel muy destacado; pero poco reconocido en la Conquista de México. Luego de la derrota del ejército de Hernán Cortés en el episodio de la Noche Triste, los otomíes del pueblo de Teocalhueyacan visitaron a Cortés un día después por el rumbo de Naucalpan. En este encuentro, los españoles recibieron comida y una promesa de alianza y refugio en la zona de Teocalhueyacan. Los españoles visitaron este poblado y permanecieron en él por cerca de diez días, recomponiendo fuerzas militares y alianzas de carácter político.
A instancias de este grupo de otomíes, Cortés atacó por sorpresa y masacró a los nahuas de Calacoaya el 2 de julio de 1520, aliados de la Triple Alianza y enemigos de los otomíes. Esta fue la segunda acción militar de los españoles en el Valle de México, esta vez exitosa y contando con la complicidad de los otomíes de Teocalhueyacan. Luego de recomponerse, los españoles partieron rumbo al territorio aliado de Tlaxcala; pero en el camino se enfrentaron nuevamente con los mexicas en la Batalla de Otumba. En esta ocasión salieron triunfantes y para ello debieron contar muy probablemente con la ayuda de los otomíes, tanto de Tlaxcala como de Teocalhueyacan.

### Época colonial

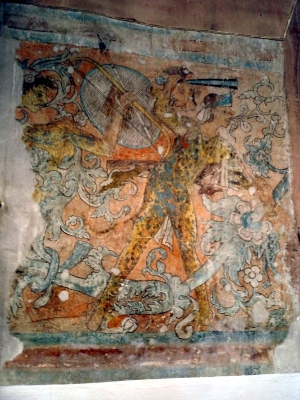
Murales del Templo de San Miguel Arcángel en Ixmiquilpan (Hidalgo)

Los otomíes fueron cristianizados en los años siguientes a la Conquista de Tenochtitlán. Las primeras tareas de evangelización corrieron a cargo de los franciscanos, concentrados en las provincias de Mandenxhí (Xilotepec) y Mäñhemí (Tula), donde realizaron su labor entre los años de 1530 a 1541. En 1548 la orden de los agustinos aprobó la creación de los conventos de Actopan e Ixmiquilpan.
El convento de Ixmiquilpan destaca porque sus murales (realizados en la segunda mitad del siglo XVI) presentan un tema netamente indígena (el de la guerra sagrada) en un panorama de elementos relacionados con la mitología cristiana. Con la cristianización de los otomíes se inicia también el proceso de adaptación de las formas de organización política europeas, que dieron origen a la organización de las comunidades indígenas en mayordomías, que, en casos como el de los otomíes de Ixtenco (Tlaxcala) constituyen uno de los pocos elementos de identidad étnica que aún conservan.
De modo paralelo a este proceso de aculturación, en otras partes del centro de México el franciscano Bernardino de Sahagún hacía indagaciones entre los pueblos nahuas. Los informantes de Sahagún expusieron el modo en que los nahuas veían a los otomíes antes de la llegada de los españoles, de los que dijeron "no carecían de policía, vivían en poblado; tenían su república".
Los frailes franciscanos levantaron un gran convento, el de Corpus Christi en Tlalnepantla en 1550 y en una de sus puertas laterales llamada porciúncula se lee que fue construido por igual por los pueblos locales nahuas y otomíes ahora cristianizados y sometidos por igual a la Corona española. Este convento fue edificado en un sitio que quedaba a mitad de camino entre los dos grandes poblados de Tenayuca (mexica) y Teocalhueyacan (otomí). El teocalli de Tenayuca sobrevive hasta nuestros días; pero el de Teocalhueyacan no. Dado que se sabe que las piedras aportadas para la construcción por los otomíes eran de color gris, es posible que estas sean justamente las piedras del desaparecido teocalli de Teocalhueyacan, paradójicamente los de Teocalhueyacan fueron unos de los primeros aliados de Cortés en el Valle de México.
Durante la Colonia, los frailes hicieron una gran labor de investigación sobre las culturas y las lenguas indígenas. Sin embargo, en comparación con el caso de los pueblos de habla náhuatl, los documentos producidos acerca de los otomíes son realmente pocos. Luis de Neve y Molina publicó en 1797 unas Reglas de orthographia, diccionario, y arte del idioma othomí, que fueron redescubiertas en 1989. Este documento se suma a otros manuscritos que fueron producidos con antelación en el centro de México. Quizá el más conocido de ellos sea el Códice de Huamantla, que fue realizado en la región de Tlaxcala en el siglo XVI y habla sobre la historia de los otomíes desde la época prehispánica hasta la Conquista. Otro documento de igual importancia es el Códice de Huichapan, procedente del valle del Mezquital y realizado por el otomí Juan de San Francisco a final del siglo XVI.
El arribo de los españoles a Mesoamérica significó el sometimiento de los pueblos indígenas al dominio de los recién llegados. Hacia la década de 1530, todas las comunidades otomíes del Valle del Mezquital y la Barranca de Meztitlán habían sido repartidas en encomiendas. Posteriormente, al modificarse la legislación española, aparecieron las llamadas repúblicas de indios, sistemas de organización política que permitieron cierta autonomía de las comunidades otomíes con respecto a las poblaciones hispano-mestizas. La creación de estas repúblicas de indios, el fortalecimiento de los cabildos indígenas y el reconocimiento de la posesión de las tierras comunales por parte del Estado español fueron elementos que permitieron a los otomíes conservar su lengua y, hasta cierto punto, su cultura indígena. Sin embargo, especialmente en lo que respecta a la posesión de la tierra, las comunidades indígenas padecieron despojos a lo largo de los tres siglos de colonización española.
Al mismo tiempo que los españoles iban ocupando los antiguos asentamientos otomíes (como es el caso de la actual ciudad de Salamanca (Guanajuato), fundada en el asentamiento otomí de Xidóo ("Lugar de tepetates") en 1603 por decreto de Gaspar de Zúñiga y Acevedo, virrey de Nueva España), algunas familias otomíes fueron obligadas a acompañar a los españoles en la conquista de los territorios al norte de Mesoamérica, ocupados por los belicosos pueblos aridoamericanos. Fueron colonizadores los otomíes que se asentaron en ciudades como San Miguel el Grande y otras ciudades de El Bajío. De hecho, el proceso de colonización de este territorio fue esencialmente obra de los otomíes, teniendo como punta de lanza el señorío de Xilotepec.
En El Bajío los otomíes sirvieron como puente para la sedentarización y cristianización de los pueblos nómadas, que terminaron siendo asimilados o exterminados por la fuerza. La importancia de El Bajío en la economía de la Nueva España le convirtió en un escenario donde confluyeron posteriormente distintos grupos étnicos, incluidos los migrantes tlaxcaltecas, los purépechas y los españoles, que finalmente terminarían por sobreponerse a todos los grupos indígenas que les apoyaron en la conquista de este territorio que había sido el hábitat de numerosos pueblos clasificados como chichimecas.
Sin embargo, hasta el siglo XIX, la población otomí en El Bajío era todavía un componente principal, y algunos de sus descendientes permanecen en municipios como Tierra Blanca, San José Iturbide y San Miguel de Allende. Los movimientos de la población otomí continuaron a lo largo de toda la época colonial. Por ejemplo, en San Luis Potosí, un total de 35 familias otomíes fueron llevadas a la fuerza para ocupar la periferia de la ciudad y defenderla de los ataques de los indígenas nómadas de la región en 1711. En varios lugares, la población otomí fue diezmada no solo por las migraciones forzadas o consentidas, sino por las constantes epidemias que padecieron los indígenas mesoamericanos tras la Conquista. Numerosas comunidades fueron arrasadas entre los siglos XVI y XVIII a causa de las enfermedades.

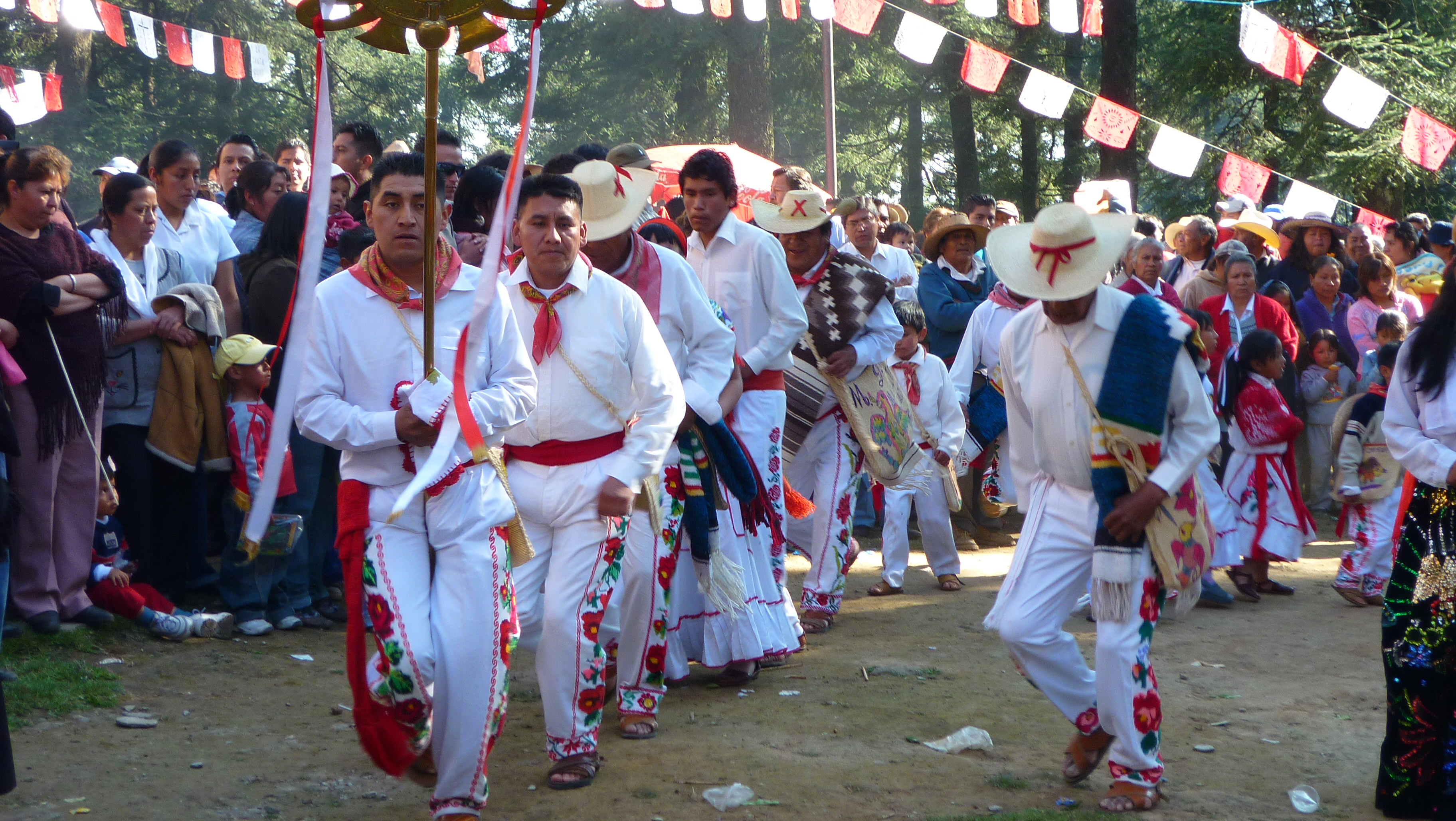
Balarines otomíes realizando la tradicional Danza de los Arrieros en San Jerónimo Acazulco

Durante el siglo XVII hubo algunos conflictos entre españoles e indígenas. Por ejemplo, en 1735 en Querétaro (cuya población otomí había sido asimilada o relegada de las tierras de mejor calidad por el empuje de la españolización de El Bajío) hubo una rebelión en la capital de la provincia por la escasez de granos para la población.
Entre 1767 y 1785, los otomíes de Tolimán se lanzaron contra las haciendas vecinas que habían despojado a la comunidad indígena de sus terrenos. La tensión originada por la reocupación de las tierras que los hacendados habían obtenido mediante la invasión de las tierras de las comunidades desembocó en un nuevo conflicto en la región de Tolimán en 1806. Para poner fin a la disputa, fue necesario que el Corregidor de Querétaro interviniera y pusiera en prisión a los líderes de la rebelión. Sin embargo, solo dos años más tarde la violencia volvió a estallar en Tolimán, y los indígenas ocuparon nuevamente las tierras de que habían sido despojados.

### SiglosxixyXX

Otomíes de Tequixquiac, año de 1895.

En general, los indígenas de México permanecieron indiferentes a la Guerra de Independencia, en el Valle del Mezquital varios insurgentes consiguieron aliarse con los grupos otomíes de la zona, que veían en la rebelión una manera de deshacerse del dominio de los peninsulares, quienes se habían apropiado de grandes extensiones de tierra en el valle y otras zonas del actual estado de Hidalgo donde los otomíes estaban asentados.
Eran otomíes quienes apoyaron a Julián Villagrán y a José Francisco Osorio, que controlaron el norte de la intendencia de México durante varios años al principio de la guerra. Al finalizar la guerra, el país se vio envuelto en una serie de rebeliones internas que también arrastraron a los pueblos indígenas. Las reformas liberales de los gobiernos de Valentín Gómez Farías y Benito Juárez ocasionaron la pérdida de la personalidad jurídica que habían tenido las comunidades indígenas durante la Colonia. La aplicación de las leyes de desamortización de la tierra provocaron un conflicto agrario en el norte del estado de México (correspondiente en la actualidad al territorio de Hidalgo) desde Huejutla hasta Meztitlán, protagonizado por las comunidades otomíes y nahuas que se vieron despojadas de sus tierras.

## Idioma

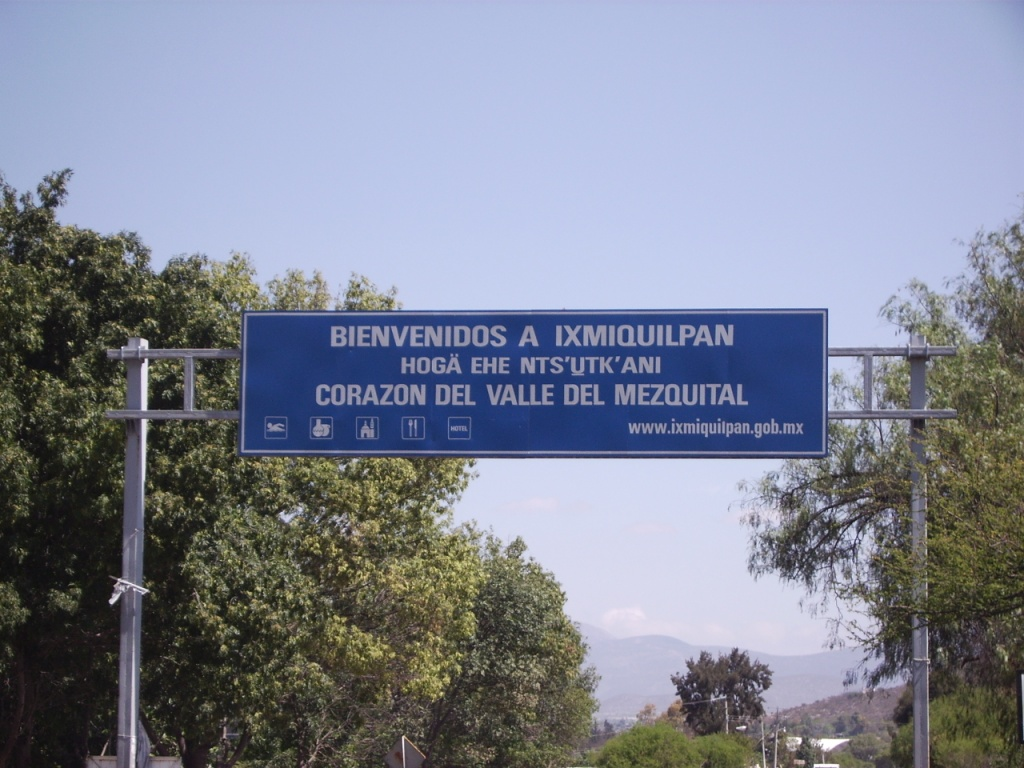
Anuncio de bienvenida a Ixmiquilpan (Hidalgo), con una leyenda en otomí que dice Hogä ehe Nts'utk'ani ("Bienvenidos a Ixmiquilpan"). En el Valle del Mezquital (del que Ixmiquilpan es una de las poblaciones más importantes) viven una gran parte de los hablantes de otomí en la actualidad.

Venta de artesanía otomí en El Arenal (Hidalgo)

Las lenguas otomíes forman parte de la familia lingüística otomangueana, una de las más antiguas y diversas del área mesoamericana. De entre las más de cien lenguas otomangueanas que sobreviven en la actualidad, las lenguas otomíes tienen su pariente más cercano en el idioma mazahua, también hablado en el noroeste y el poniente del estado de México. Algunos análisis glotocronológicos aplicados a las lenguas otomíes señalan que el otomí se separó del idioma mazahua alrededor del siglo VIII de la era cristiana. Desde entonces, el otomí se fragmentó en las lenguas que se conocen actualmente.
Su lengua nativa es el idioma otomí. En realidad, se trata de un complejo de lenguas, cuyo número varía de acuerdo con las fuentes consultadas. De acuerdo con el Ethnologue del Instituto Lingüístico de Verano, y con el Catálogo de lenguas indígenas del Instituto Nacional de Lenguas Indígenas (INALI) de México, son nueve las variedades de otomí.
David Charles Wright Carr propone que son cuatro las lenguas otomíes. De acuerdo con el Instituto Nacional de los Pueblos Indígenas (INPI), solo el 50,6 % de la población otomí habla la lengua nativa de este grupo. En el año 1995, esta proporción correspondía a un total de 327 319 hablantes de las lenguas otomíes en toda la República Mexicana.
El cálculo anterior corresponde a un cálculo de la INPI en el que se pretende incluir a los menores de cinco años que hablan otomí, que en los conteos de población mexicanos no son contemplados. De acuerdo con el I Conteo de Población de 1995, los hablantes de otomí mayores de cinco años sumaban 283 263 individuos, lo que representa una pérdida de 22 927 hablantes en comparación con el Censo de Población y Vivienda de 1980, cuando se registraron 306 190 hablantes de lenguas otomíes.
La población hablante de las lenguas otomíes ha disminuido en los últimos años. En cierta forma, esta reducción de los hablantes de otomí se debe a la migración desde las comunidades de origen y a la urbanización de su territorio étnico, que les impone la necesidad de convivir con una población exclusivamente hispanófona en su mayoría. La contracción de la comunidad lingüística otomí también es resultado de los procesos de castellanización a que han sido sometidos todos los pueblos indígenas de México. La castellanización de los indígenas en México se ha entendido por mucho tiempo como un proceso sustractivo, es decir, que implica la renuncia al uso de la lengua materna para poder obtener competencia lingüística en la lengua española.
La castellanización de los indígenas se presentó como una alternativa para integrar a los indígenas a la cultura nacional mexicana y para mejorar sus condiciones de vida. Sin embargo, los programas de educación indígena en lengua española han sido desacreditados por los críticos porque implican, por una parte, la pérdida de la lengua nativa y, por otro lado, no han servido para mejorar la calidad de vida de las comunidades indígenas.